# (500228) 2012 JV1
(500228) 2012 JV1 es un asteroide perteneciente al cinturón de asteroides, descubierto el 18 de abril de 2012 por el equipo del Spacewatch desde el Observatorio Nacional de Kitt Peak, Arizona, Estados Unidos.

## Designación y nombre
Designado provisionalmente como 2012 JV1.

## Características orbitales
2012 JV1 está situado a una distancia media del Sol de 2,585 ua, pudiendo alejarse hasta 3,013 ua y acercarse hasta 2,157 ua. Su excentricidad es 0,165 y la inclinación orbital 7,564 grados. Emplea 1518,29 días en completar una órbita alrededor del Sol.
Los próximos acercamientos a la órbita de Júpiter se producirán el 2 de junio de 2047 y el 30 de junio de 2130, entre otros.

## Características físicas
La magnitud absoluta de 2012 JV1 es 17,7.